# A5 (Servië)
De A5 of Autoput 5 of de Morava-corridor (Моравски коридор/Moravski koridor) is een autosnelweg in Servië. De snelweg is al deels geopend (56 kilometer) en deels in aanbouw (de snelweg zal 112 kilometer lang worden). In december 2024 opende 30 kilometer van de A5 tussen Koševi en Vrnjačka Banja. De A5 start in Pojate (ten noorden van Kruševac) bij de aansluiting met de A1 en zal tot in Preljina (bij Čačak) lopen. Daar kruist de A5 de A2. De A5 maakt deel uit van de Europese weg 761.
A1 · 
A2 · 
A3 · 
A4 · 
A5 · 
A6 · 
A7 ·
A8 ·
A9 ·